# Bulbophyllum nesiotes
Bulbophyllum nesiotes là một loài phong lan thuộc chi Bulbophyllum.